# Xas
El Xas o a vegades transcrit com a Shas (hebreu: ש"ס‎) és un partit polític religiós d'Israel, creat el 1984, per ortodoxos sefardites, que ha format part de diversos governs d'Israel. El seu nom és l'acrònim de l'Associació Mundial Sefardita de Guardians de la Torà (en hebreu: התאחדות הספרדים העולמית שומרי תורה), (transliterat:Hitahdut ha-Sefaradim ha-Olamit Xomré Torà).
Els seus votants solen ser jueus ortodoxos sionistes tradicionals d'origen sefardita.

## Història
Va ser fundat el 1984 per a participar en les eleccions d'aquest any en què va aconseguir quatre escons a la Kenésset. El partit va ser format sota el lideratge del rabí Ovadia Yosef. Va anar progressant pel que fa a resultats a les següents convocatòries electorals, tocant sostre a la de 1999 amb 17 diputats. Baixaria fins als 11 a les de 2003 i a les eleccions de 2006 va obtenir 12 diputats, quedant com a tercera força política per davant de partits com el Likkud. Poc després de les eleccions, el Xas entrà en la coalició de govern d'Ehud Olmert, i seu líder Eli Yishai fou nomenat ministre. A les eleccions legislatives d'Israel de 2009 Xas fou el cinquè partit més votat d'Israel amb 11 escons a la Kenésset.
Després de les eleccions legislatives d'Israel de 2015, Binyamín Netanyahu formà un nou govern de coalició de Likkud amb la Llar Jueva, Judaisme Unit de la Torà, Kulanu i Xas, amb el mínim de 61 escons, i Yisrael Beiteinu es va unir a la coalició el maig de 2016.

## Resultats electorals
| Any        | Líder               | Vots    | %    | Escons   | +/– | Govern             |
| ---------- | ------------------- | ------- | ---- | -------- | --- | ------------------ |
| 1984       | Yitzhak Haim Peretz | 63.605  | 3,1  | 4 / 120  | Nou | Coalició           |
| 1988       | Yitzhak Haim Peretz | 107.709 | 4,7  | 6 / 120  | 2   | Coalició           |
| 1992       | Aryeh Deri          | 129.347 | 4,9  | 6 / 120  | =   | Coalició (1992-93) |
| 1992       | Aryeh Deri          | 129.347 | 4,9  | 6 / 120  | =   | Oposició (1993-96) |
| 1996       | Aryeh Deri          | 259.796 | 8,5  | 10 / 120 | 4   | Coalició           |
| 1999       | Aryeh Deri          | 430.676 | 13,0 | 17 / 120 | 7   | Coalició           |
| 2003       | Eli Yishai          | 258.879 | 8,22 | 11 / 120 | 6   | Oposició           |
| 2006       | Eli Yishai          | 299.054 | 9,53 | 12 / 120 | 1   | Coalició           |
| 2009       | Eli Yishai          | 286.300 | 8,49 | 11 / 120 | 1   | Coalició           |
| 2013       | Eli Yishai          | 331.868 | 8,75 | 11 / 120 | =   | Oposició           |
| 2015       | Aryeh Deri          | 241.613 | 5,73 | 7 / 120  | 4   | Coalició           |
| Abril 2019 | Aryeh Deri          | 258.275 | 5,99 | 8 / 120  | 1   | Anticipades        |
| Set. 2019  | Aryeh Deri          | 329.834 | 7,44 | 9 / 120  | 1   | Anticipades        |
| 2020       | Aryeh Deri          | 352.853 | 7,69 | 9 / 120  | =   | Coalició           |
| 2021       | Aryeh Deri          | 316.008 | 7,17 | 9 / 120  | =   | Oposició           |
| 2022       | Aryeh Deri          | 392.866 | 8,25 | 11 / 120 | 2   | Coalició           |

## Líders
|     | Líder | Líder          | Inici | Final   | Líder espiritual | Líder espiritual | Inici | Final   |
| --- | ----- | -------------- | ----- | ------- | ---------------- | ---------------- | ----- | ------- |
| 1   |       | Nissim Ze'ev   | 1982  | 1984    |                  | Ovadia Yosef     | 1982  | 2013    |
| 2   |       | Yitzhak Peretz | 1984  | 1990    |                  | Ovadia Yosef     | 1982  | 2013    |
| 3   |       | Aryeh Deri     | 1990  | 1999    |                  | Ovadia Yosef     | 1982  | 2013    |
| 4   |       | Eli Yishai     | 1999  | 2012    |                  | Ovadia Yosef     | 1982  | 2013    |
| 5   |       | Triumvirat     | 2012  | 2013    |                  | Ovadia Yosef     | 1982  | 2013    |
| (3) |       | Aryeh Deri     | 2013  | Present |                  | Shalom Cohen     | 2013  | Present |

1. ↑  Aryeh Deri, Eli Yishai i Ariel Atias